# Masztaba

Óbirodalmi masztaba szerkezeti rajza az architektúra fejlődésének középső szakaszából

A masztaba arab szó (eredeti változata مسطبة [masṭaba] vagy مصطبة [maṣṭaba]), eredeti jelentése: [főként fal mellé állított] kőpad, ülésre szolgáló kőemelvény. Ókori neve nem ismert. Az ókori Egyiptom építészetének egyik sírtípusa. A protodinasztikus kortól királysír, az óbirodalom idején előkelők számára épült. Egyes térségekben még a középbirodalom korában is alkalmazták, majd az újbirodalom korában núbiai előkelők temetkeztek masztabába.
Rézsűs falú, vályogtéglából vagy kőből épült sírépítmény, amelynek korai változataiban csak föld alatti kamrák voltak, majd maga a felépítmény vált kamrázottá, a késő óbirodalmi előkelő sírok egyenesen palotákra hasonlítanak. A kamrákban voltak a szarkofágok és a halott számára készült ajándékok.
Bejáratuk keletre nyílt. Az ajtónál két sztélé állt. Az építményt kamrákra tagolták; ezek falait téglával, később kővel borították.
Valószínűleg minden uralkodói masztabához tartozott egy halotti palota is a sírtól keletre.
A legnagyobb nem királyi masztaba Ptahsepszesz vezíré volt.

## Típusai
Kezdetben egyszerű, kétkamrás sírépítmény volt. A felszíni kamrába (amelybe egy kapun léphetett be a látogató) falfestmények és/vagy domborművek ábrázolták az elhunytat, illetve annak lelkét — ezek a lélekképmások biztosították számára a halhatatlanságot. Az egyik falból egy rejtekajtó vezetett ahhoz az aknához, amely a felszíni kamrát kötötte össze össze a felszín alattival, amelyben a múmiát és a vele eltemetett kincseket elhelyezték.
1. Tömör felépítményű
A mélyen kialakított kamrákat függőleges akna kötötte össze a felszínnel; ez akna lehetett párhuzamos falú vagy fölfelé enyhén táguló. Az aknák felső szakaszát a szarkofág elhelyezése után befalazták, és föléjük emelték az aszimmetrikusan elhelyezett felépítményt.
A klasszikus masztaba téglalap alapú, befelé döntött oldalfalú (tehát csonka gúla alakú), lapos építmény, a földből hányt sírhalom nagyra növelt mása. A thiniszi korban vályogtéglából rakták, majd a III. dinasztia idejétől egyre gyakrabban kőből, de formája nem változott. Néha kialakítottak benne egy kultuszteret, esetleg még kisebb kamrákat az áldozati ajándékok számára, de a felépítmény alapvetően tömör maradt.
2. Bonyolult térrendszerrel tagolt
A téglalap alaprajzú építmények vályogtéglából épültek. A felszín alatti kamrák helyett a felépítményben alakították ki a különböző célokra (halottak, illetve a velük eltemetett tárgyak elhelyezésére szolgáló stb.) kamrákat. A belsejét eredetileg egy, a tetőről nyíló, rejtett, kővel elzárt aknán lehetett megközelíteni; a későbbiek bejárata bárhol lehetett. A fejlődésmenet legjobban az Umm el-Kaáb temetőben tanulmányozható.
A korai, több helyiségre osztott elrendezést a 0. dinasztia második felében uralkodott Iri-Hór váltotta fel a kettős veremsír koncepciójával (ez az elrendezés korábban a núbiai A csoport temetkezéseinél fordult elő).
A következő elrendezés első példája Hór-Aha sírja, amit az 1930-s években Walter Bryan Emery tárt fel. E sírok falait erősen tagolják a fülkék, illetve rizalitok. Belső helyiségeik általában három sorban követik egymást. Középütt akna vezet le az alsó részbe, ahol kevesebb a kamra, mint felül. Hór-Aha sírját két fal veszi körül; ezekkel együtt szélessége 22, hossza 48,2 méter. Más sírokat pad környez, és azon agyagból formált, de valódi szarvakkal ellátott bikafejeket helyeztek el. Ezt az elrendezést I. Teti még használta, de az I–II. dinasztia további uralkodói Dzserrel kezdve már egy sírkamrás, de azon belül több fülkével tagolt sírokat építettek.
A szolgatemetkezéseket szabályos elrendezésben csoportosították a fő sír oldalainál. Dzser abüdoszi sírjánál ezek száma 338. Az eltemetett kísérők nevét egyszerű sztélékre írták.
3. Palotaszerű
Ennek egyik falát a palotákéhoz (a paloták homlokzatához) hasonlóan alakították ki, álajtóval az elhelyezni kívánt áldozatok számára. A többi  falat gyakran ugyancsak a lakóházakéhoz hasonlóra formálták.

## Nevezetes masztabák

### Ptahhotep masztabája
Ptahhotep Dzsedkaré Iszeszi fáraó egyik főhivatalnoka volt (vezír és számos további tisztség birtokosa); a Ptahhotep intelmei néven ismert intelmek szerzője. Masztabáját (D62) a szakkarai sírvárosban tárták fel nem messze fia, Ahethotep és unokája gyönyörű díszítéseiről ismert masztabájától (D64).

### Ti masztabája
A magas rangú tisztviselők masztabáiban gyakoriak a vidéki életet idealizáló ábrázolások; ennek fő példája Ti masztabája.
Ti masztabájának falfestményei a vidéki életet mutatják be:
- pásztorok fejik a megbéklyózott hátsó lábú teheneket, amelyek fához kötött borjai szomorúan bőgnek anyjuk után;
- az aratók nyomában kévekötők gyűjtik a gabonát;
- lándzsás vadászok könnyű csónakon követik a Nílusban úszó vízilovakat;
- madarak rejtőznek, illetve énekelnek a nád és a papiruszsás (Cyperus papyrus) között.